# Жанатан (Павлодарская область)
Жанатан (каз. Жаңатаң) — село в Аккулинском районе Павлодарской области Казахстана. Входит в состав Жамбылского сельского округа. Код КАТО — 555239200.

## Население
В 1999 году население села составляло 550 человек (272 мужчины и 278 женщин). По данным переписи 2009 года, в селе проживало 352 человека (182 мужчины и 170 женщин).